# Obelisco Europa (Zaragoza)
El Obelisco Europa, es un conocido e importante obelisco de la ciudad capital de Aragón, Zaragoza. El obelisco tiene exactamente 33 metros de altura. En la parte superior del obelisco, se encuentra una pequeña pirámide cuadrangular, piramidión, siendo un adorno para finalizar el obelisco en cuanto a su físico, siendo también llamada comúnmente antena. El Obelisco Europa, lleva ese nombre debido a que la plaza en la que está situado se le denominó así, en su día. Al construir la plaza, se propuso la idea de construir un monumento, que la diferenciara de las demás plazas de Zaragoza. Actualmente, el Obelisco Europa, es conocido coloquialmente en la ciudad como el Obelisco de la Plaza Europa. El obelisco es mantenido y administrado por el Ayuntamiento de Zaragoza. 
El obelisco, junto con la plaza, se crearon, con la idea de unir la parte norte y la parte sur de la ciudad, destacando así algo, a la hora también de realizar la obra. El Obelisco Europa, está construido principalmente de hormigón. Su creación fue sencilla, una de las curiosidades sobre la obra de este obelisco famoso en la ciudad, fue la interpretación del hormigón, en forma ladrillosa, es decir, imitando al famoso material de construcción, llamado ladrillo. Este obelisco, también fue creado en medio, siendo así la figura más importante de la plaza, siendo acompañada por 12 farolas, inclinadas, alrededor del obelisco. También, se le podría llamar uno de los puntos clave en esta ciudad, siendo un lugar céntrico, y conocido por gran parte de los ciudadanos habitantes. Este obelisco, fue inaugurado el 22 de enero de 1990, sobrepasando así, los 30 años de edad.
- Datos: Q11008290